# 自由貿易協定リスト
自由貿易協定リスト（じゆうぼうえききょうていリスト、英: bilateral free trade agreements）は、自由貿易協定（FTA）地域リスト。経済連携協定（EPA）を含む。

## 運用中の協定
この一覧は未完成です。加筆、訂正して下さる協力者を求めています。
自由貿易協定一覧

ASEANの自由貿易協定

- ASEANは、以下の国・地域との自由貿易協定を有する。
  - オーストラリア・ニュージーランド：ASEAN – Australia – New Zealand Free Trade Area  (AANZFTA) 2010年1月1日発効
  - 中華人民共和国：ASEAN–China Free Trade Area (ACFTA) 2010年1月1日発効
  - インド：ASEAN–India Free Trade Area (AIFTA) 2010年1月1日発効
  - 日本：日本・ASEAN包括的経済連携協定 (AJCEP) 2008年12月1日[3]
  - 大韓民国：ASEAN–Korea Free Trade Area (AKFTA) 2010年1月1日発効
  - 地域的な包括的経済連携協定 (RCEP)：2022年1月1日に、批准済みの10か国（日本、中国、シンガポール、ブルネイ、カンボジア、ラオス、タイ、ベトナム、オーストラリア、ニュージーランド）の間で先行して発行した[4]。韓国は、2021年12月3日に、RCEP協定の批准書を寄託した[5][6]ため、RCEP協定は、協定第27・7条3の規定により批准の60日後の2022年2月1日に韓国について発効した。マレーシアは、2022年1月17日に、RCEP協定の批准書を寄託したため、RCEP協定は、協定第27・7条3の規定により批准の60日後の2022年3月18日にマレーシアについて発効した[7][8][9][10]。2022年11月3日、インドネシアは、RCEP協定の批准書を寄託者に指定されているASEAN事務局長に寄託した[11][12]。これによりRCEP協定は、協定第27・7条3の規定により批准の60日後の2023年1月2日にインドネシアについて発効した。2023年4月3日、フィリピンは、RCEP協定の批准書を寄託者に指定されているASEAN事務局長に寄託した[13][14]。これによりRCEP協定は、協定第27・7条3の規定により批准の60日後の2023年6月2日にフィリピンについて発効した。まだ批准していないミャンマーについては、その批准後60日経過後に発効する。
- ASEANは、またASEAN加盟国相互の協定（ASEAN物品貿易協定（ATIGA)2010年1月発効）を有する。
- オーストラリアは、以下の国・地域との自由貿易協定を有する。
  - パプア・ニューギニア
  - ニュージーランド
  - 日本
  - ASEAN
  - タイ王国
  - マレーシア
  - 大韓民国
  - 中華人民共和国
  - アメリカ合衆国
  - シンガポール
  - 環太平洋パートナーシップに関する包括的及び先進的な協定 (CPTPP, TPP11)：2018年12月30日に、メキシコ、日本、シンガポール、ニュージーランド、カナダ及びオーストラリアの間で発効[15]。2019年1月14日にベトナムについて発効[16]、2021年9月19日にペルーについて発効[17]、2022年11月29日にマレーシアについて発効[18]、2023年2月21日にチリについて発効[19]、2023年7月12日にブルネイについて発効した[20][21]。
  - 地域的な包括的経済連携協定 (RCEP)：2022年1月1日に、批准済みの10か国（日本、中国、シンガポール、ブルネイ、カンボジア、ラオス、タイ、ベトナム、オーストラリア、ニュージーランド）の間で先行して発行した[4]。韓国は、2021年12月3日に、RCEP協定の批准書を寄託した[5][12]ため、RCEP協定は、協定第27・7条3の規定により批准の60日後の2022年2月1日に韓国について発効した。マレーシアは、2022年1月17日に、RCEP協定の批准書を寄託したため、RCEP協定は、協定第27・7条3の規定により批准の60日後の2022年3月18日にマレーシアについて発効した[7][8][9][10]。2022年11月3日、インドネシアは、RCEP協定の批准書を寄託者に指定されているASEAN事務局長に寄託した[11][12]。これによりRCEP協定は、協定第27・7条3の規定により批准の60日後の2023年1月2日にインドネシアについて発効した。2023年4月3日、フィリピンは、RCEP協定の批准書を寄託者に指定されているASEAN事務局長に寄託した[13][14]。これによりRCEP協定は、協定第27・7条3の規定により批准の60日後の2023年6月2日にフィリピンについて発効した。まだ批准していないミャンマーについては、その批准後60日経過後に発効する。
- チリ
  - タイ王国
  - ベトナム
  - メルコスール (アルゼンチン、ブラジル、パラグアイ、ウルグアイおよびベネズエラ)
  - 香港
  - 中央アメリカ (コスタリカ、エルサルバドル、ホンジュラス、グアテマラおよびニカラグア)
  - マレーシア
  - ペルー
  - トルコ
  - コロンビア
  - オーストラリア
  - インド
  - パナマ
  - 日本
  - 中華人民共和国
  - EFTA (アイスランド、リヒテンシュタイン、ノルウェーおよびスイス)
  - 大韓民国
  - 欧州連合
  - アメリカ合衆国
  - メキシコ
  - カナダ
  - ボリビア
  - キューバ
  - エクアドル
  - 環太平洋戦略的経済連携協定 (ブルネイ、ニュージーランドおよびシンガポール)
  - 環太平洋パートナーシップに関する包括的及び先進的な協定 (CPTPP, TPP11)：2018年12月30日に、メキシコ、日本、シンガポール、ニュージーランド、カナダ及びオーストラリアの間で発効[15]。2019年1月14日にベトナムについて発効[16]、2021年9月19日にペルーについて発効[17]、2022年11月29日にマレーシアについて発効[22]、2023年2月21日にチリについて発効[19]、2023年7月12日にブルネイについて発効した[20][21]。
- 中華人民共和国は、以下の自由貿易協定を有する。[23]
  - ASEAN：ASEAN–China Free Trade Area
  - チリ
  - 香港：中国本土・香港経済連携緊密化取決め (CEPA)
  - マカオ：中国本土・マカオ経済連携緊密化取決め (CEPA)
  - パキスタン：China–Pakistan Free Trade Agreement
  - ペルー：China–Peru Free Trade Agreement
  - ニュージーランド：New Zealand–China Free Trade Agreement
  - タイ王国
  - シンガポール
  - スイス (2014年7月1日発効)[24]
  - 中華民国 (台湾)：両岸経済協力枠組協議
  - コスタリカ
  - 大韓民国：China–South Korea Free Trade Agreement（2015年12月20日発効）
  - オーストラリア：China–Australia Free Trade Agreement（2015年12月20日発効）
  - 地域的な包括的経済連携協定 (RCEP)：2022年1月1日に、批准済みの10か国（日本、中国、シンガポール、ブルネイ、カンボジア、ラオス、タイ、ベトナム、オーストラリア、ニュージーランド）の間で先行して発行した[4]。韓国は、2021年12月3日に、RCEP協定の批准書を寄託した[5][6]ため、RCEP協定は、協定第27・7条3の規定により批准の60日後の2022年2月1日に韓国について発効した。マレーシアは、2022年1月17日に、RCEP協定の批准書を寄託したため、RCEP協定は、協定第27・7条3の規定により批准の60日後の2022年3月18日にマレーシアについて発効した[7][8][9][10]。2022年11月3日、インドネシアは、RCEP協定の批准書を寄託者に指定されているASEAN事務局長に寄託した[11][12]。これによりRCEP協定は、協定第27・7条3の規定により批准の60日後の2023年1月2日にインドネシアについて発効した。2023年4月3日、フィリピンは、RCEP協定の批准書を寄託者に指定されているASEAN事務局長に寄託した[13][14]。これによりRCEP協定は、協定第27・7条3の規定により批准の60日後の2023年6月2日にフィリピンについて発効した。まだ批准していないミャンマーについては、その批准後60日経過後に発効する。

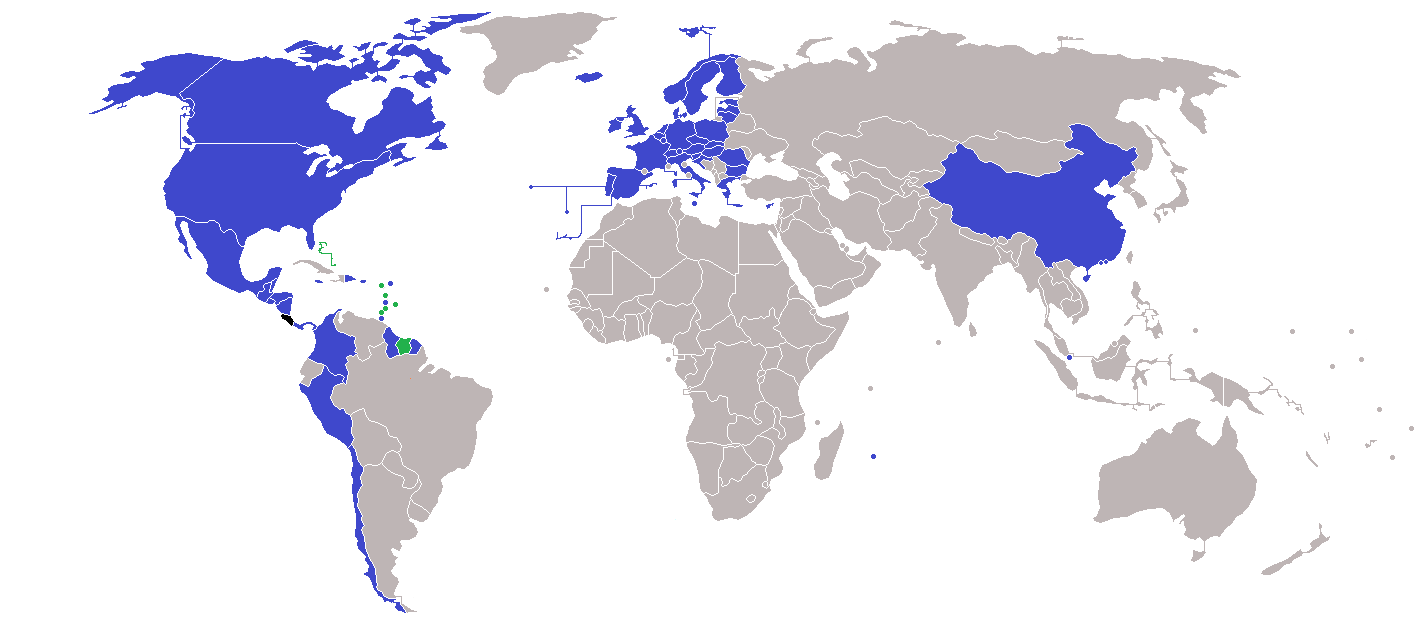
コスタリカの自由貿易協定
コスタリカ
現在のFTA締結国・地域
調印済みだが、未批准の2者間または多国間FTA締結国・地域

- コスタリカは、以下の自由貿易協定を有する。
  - カナダ (2002年11月1日施行)
  - チリ (2002年2月15日施行)
  - 中華人民共和国 (2011年8月1日施行)
  - カリブ共同体 (CARICOM) (2005年11月5日施行)
    - トリニダード・トバゴ (2005年11月5日施行)
    - ガイアナ (2006年4月30日施行)
    - バルバドス (2006年8月1日施行)
    - ベリーズ (2011年3月10日施行)
    - ジャマイカ (2015年6月1日施行)
    - スリナム (スリナムからの承認待ち)
    - アンティグア・バーブーダ (アンティグア・バーブーダからの承認待ち)
    - ドミニカ国 (ドミニカ国からの承認待ち)
    - グレナダ (グレナダからの承認待ち)
    - セントクリストファー・ネイビス (セントクリストファー・ネイビスからの承認待ち)
    - セントルシア (セントルシアからの承認待ち)
    - セントビンセント・グレナディーン (セントビンセント・グレナディーンからの承認待ち)

  - コロンビア (2014年11月5日施行)
  - ドミニカ共和国 (2002年3月7日施行)
  - EFTA (2014年5月2日施行)
    - ノルウェー (2014年8月20日施行)
    - スイス (2014年8月29日施行)
    - リヒテンシュタイン (2014年8月29日施行)
    - アイスランド (2014年9月5日施行)

  - エルサルバドル：関税同盟 (1963年施行、1993年10月29日再開)
  - 欧州連合 (2013年10月1日施行)
  - グアテマラ：関税同盟 (1963年施行、1993年10月29日再開)
  - ホンジュラス：関税同盟 (1963年施行、1993年10月29日再開)
  - メキシコ (1995年1月1日施行)
  - ニカラグア：関税同盟 (1963年施行、1993年10月29日再開)
  - パナマ (1973年施行、2009年1月1日拡大)
  - ペルー (2013年6月1日施行)
  - シンガポール (2013年5月16日施行)
  - アメリカ合衆国 (2009年1月1日施行)

- EFTAは[25]、以下の自由貿易協定を有する。
  - アルバニア
  - カナダ
  - チリ
  - コロンビア
  - 湾岸協力会議
  - フェロー諸島 (デンマークの自治領)
  - エジプト[26]
  - 香港
  - イスラエル
  - ヨルダン
  - レバノン
  - マケドニア共和国
  - メキシコ
  - モロッコ
  - パレスチナ自治政府
  - セルビア
  - シンガポール
  - 南アフリカ関税同盟[27]
  - 大韓民国
  - チュニジア
  - トルコ
  - ウクライナ

- 欧州連合の自由貿易協定:[28]
  - アルバニア SAA (2009年)
  - アルジェリア AA (2005年)
  - アンドラ CU (1991年)

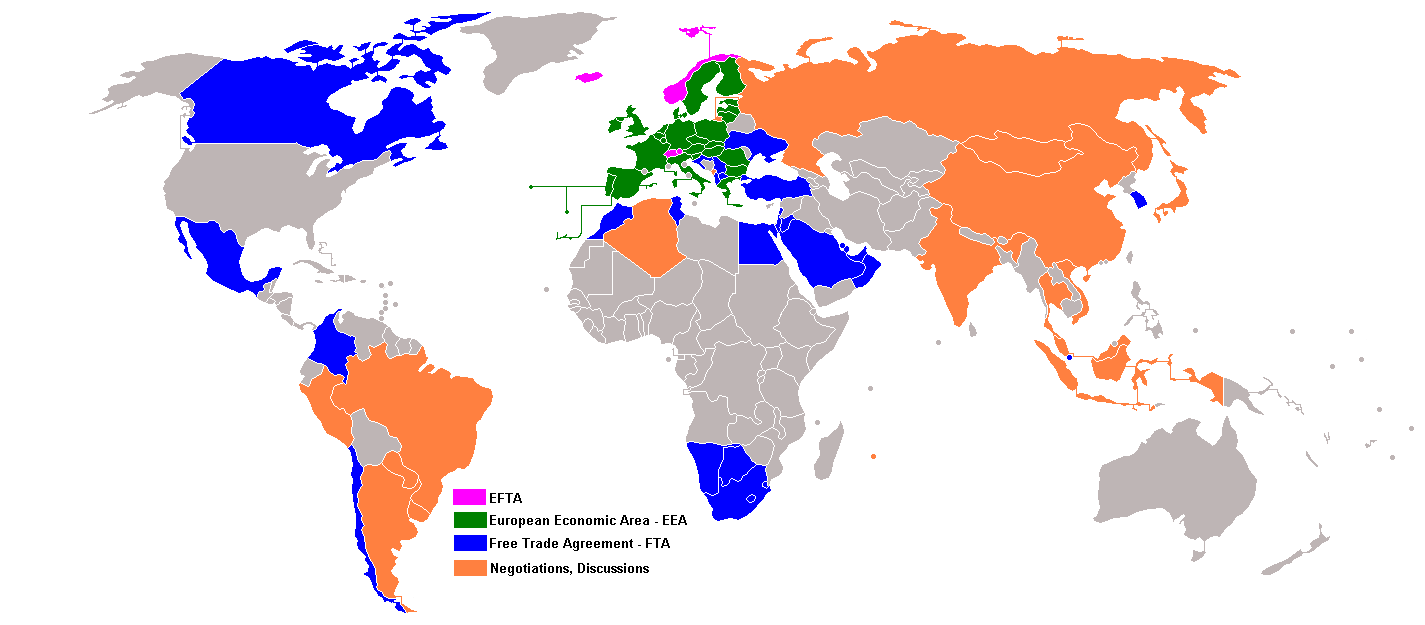
EFTAの自由貿易協定

欧州連合の自由貿易協定
欧州連合
協定発効中
協定は暫定的に適用中
協定は署名済みだが適用されていない
協定にイニシャルが記入されているが署名されていない
協定交渉中
協定交渉は保留中/中断中
合意なし、正式交渉なし

  - ボスニア・ヘルツェゴビナ SAA (2008年調印、施行保留中)
  - チリ AA (2003年)
  - エジプト AA (2004年)
  - フェロー諸島 (デンマークの自治領) (1997年)
  - イスラエル AA (2000年)
  - ヨルダン AA (2002年)
  - レバノン AA (2006年)
  - マケドニア共和国 SAA (2004年)
  - メキシコ AA (2000年)
  - モンテネグロ SAA (2010年)
  - モロッコ AA (2000年)
  - パレスチナ自治政府 暫定AA (1997年)
  - サンマリノ CU (2002年)
  - セルビア SAA (2008年調印、施行保留中)
  - シンガポール 欧州連合自由貿易協定[29] (交渉妥結、調印予定)
  - 南アフリカ共和国 AA (2000年)
  - スイス FTA (1973年)
  - チュニジア AA (1998年)
  - トルコ CU (1996年)
  - 欧州連合加盟国の特別領域[30]
  - 日本 (2019年)
- インドは、次の自由貿易協定を締結している。
  - ASEAN
  - スリランカ
  - タイ王国
  - マレーシア
  - 大韓民国（India-Korea CEPA インド・韓国包括経済連携協定）
  - 日本（日本・インド経済連携協定）
- 日本は、次の地域と貿易協定を締結している。
  - 日本・ASEAN包括的経済連携協定2008年12月1日より順次発効し、2018年3年月１日にインドネシアについて発効[31]しすべての署名国について発効した。署名国　日本、シンガポール、インドネシア）、ベトナム、フィリピン、ブルネイ）、ラオス、カンボジア、ミャンマー、タイ、マレーシア。なお以下の諸国は日ASEANN協定に加えて日本と二国間の協定を有している。
    - 日本・ベトナム経済連携協定：2009年10月1日発効[32]
    - 日本・ブルネイ経済連携協定：2008年7月31日発効[33]
    - 日本・インドネシア経済連携協定：2008年7月1日発効[34]
    - 日本・タイ経済連携協定：2007年11月1日発効[35]
    - 日本・フィリピン経済連携協定：2008年12月11日発効[36]
    - 日本・マレーシア経済連携協定：2006年7月13日発効[37]
    - 日本・シンガポール新時代経済連携協定：2002年11月30日発効[38]

  - 日本・スイス経済連携協定：2009年9月1日発効[39]
  - 日本・チリ経済連携協定：2007年9月3日発効[40]
  - 日本・メキシコ経済連携協定：2005年4月1日[41]
  -  日本・インド経済連携協定：2011年8月1日発効
  -  日本・ペルー経済連携協定：2012年3月1日発効
  -  日本・オーストラリア経済連携協定：2015年1月15日発効
  -   日本・モンゴル経済連携協定：2016年6月17日発効
  - 環太平洋パートナーシップに関する包括的及び先進的な協定 (CPTPP, TPP11)：2018年12月30日に、メキシコ、日本、シンガポール、ニュージーランド、カナダ及びオーストラリアの間で発効[15]。2019年1月14日にベトナムについて発効[16]、2021年9月19日にペルーについて発効[17]、2022年11月29日にマレーシアについて発効[42]、2023年2月21日にチリについて発効した[19]。2023年7月12日にブルネイについて発効する[20][21]。
  -  日本・EU経済連携協定：2019年2月1日発効
  -  日米貿易協定：2020年1月1日発効[43]。
  -  日英包括的経済連携協定：2021年1月1日発効[44]
  - 環太平洋パートナーシップに関する包括的及び先進的な協定 (CPTPP, TPP11)：2018年12月30日に、メキシコ、日本、シンガポール、ニュージーランド、カナダ及びオーストラリアの間で発効[15]。2019年1月14日にベトナムについて発効[16]、2021年9月19日にペルーについて発効[17]、2022年11月29日にマレーシアについて発効[45]、2023年2月21日にチリについて発効、[19]。2023年7月12日にブルネイについて発効した[20][21]。
  - 地域的な包括的経済連携協定 (RCEP)：2022年1月1日に、批准済みの10か国（日本、中国、シンガポール、ブルネイ、カンボジア、ラオス、タイ、ベトナム、オーストラリア、ニュージーランド）の間で先行して発行した[4]。韓国は、2021年12月3日に、RCEP協定の批准書を寄託した[5][6]ため、RCEP協定は、協定第27・7条3の規定により批准の60日後の2022年2月1日に韓国について発効した。マレーシアは、2022年1月17日に、RCEP協定の批准書を寄託したため、RCEP協定は、協定第27・7条3の規定により批准の60日後の2022年3月18日にマレーシアについて発効した[7][8][9][10]。2022年11月3日、インドネシアは、RCEP協定の批准書を寄託者に指定されているASEAN事務局長に寄託した[11][12]。これによりRCEP協定は、協定第27・7条3の規定により批准の60日後の2023年1月2日にインドネシアについて発効した。2023年4月3日、フィリピンは、RCEP協定の批准書を寄託者に指定されているASEAN事務局長に寄託した[13][14]。これによりRCEP協定は、協定第27・7条3の規定により批准の60日後の2023年6月2日にフィリピンについて発効した。まだ批准していないミャンマーについては、その批准後60日経過後に発効する。
- シンガポールは、次の自由貿易協定を締結している。
  - オーストラリア
  - チリ
  - インド
  - 日本（日本・シンガポール新時代経済連携協定）
  - ヨルダン
  - ニュージーランド（環太平洋戦略的経済連携協定 とは別協定）
  - パナマ共和国
  - ペルー
  - 大韓民国
  - 中華人民共和国
  - 欧州自由貿易連合（EFTA）
  - 中華民国（台湾）（ASTEP）
  - 環太平洋パートナーシップに関する包括的及び先進的な協定 (CPTPP, TPP11)：2018年12月30日に、メキシコ、日本、シンガポール、ニュージーランド、カナダ及びオーストラリアの間で発効[15]。2019年1月14日にベトナムについて発効[16]、2021年9月19日にペルーについて発効[17]、2022年11月29日にマレーシアについて発効[46]、2023年2月21日にチリについて発効、[19]。2023年7月12日にブルネイについて発効した[20][21]。
  - 地域的な包括的経済連携協定 (RCEP)：2022年1月1日に、批准済みの10か国（日本、中国、シンガポール、ブルネイ、カンボジア、ラオス、タイ、ベトナム、オーストラリア、ニュージーランド）の間で先行して発行した[4]。韓国は、2021年12月3日に、RCEP協定の批准書を寄託した[5][6]ため、RCEP協定は、協定第27・7条3の規定により批准の60日後の2022年2月1日に韓国について発効した。マレーシアは、2022年1月17日に、RCEP協定の批准書を寄託したため、RCEP協定は、協定第27・7条3の規定により批准の60日後の2022年3月18日にマレーシアについて発効した[7][8][9][10]。2022年11月3日、インドネシアは、RCEP協定の批准書を寄託者に指定されているASEAN事務局長に寄託した[11][12]。これによりRCEP協定は、協定第27・7条3の規定により批准の60日後の2023年1月2日にインドネシアについて発効した。2023年4月3日、フィリピンは、RCEP協定の批准書を寄託者に指定されているASEAN事務局長に寄託した[13][14]。これによりRCEP協定は、協定第27・7条3の規定により批准の60日後の2023年6月2日にフィリピンについて発効した。まだ批准していないミャンマーについては、その批准後60日経過後に発効する。

- 大韓民国（韓国）は、次の自由貿易協定を締結している。
  - ASEAN
  - チリ
  - 欧州自由貿易連合（EFTA）
  - インド（India-Korea CEPA インド・韓国包括経済連携協定）
  - ペルー
  - シンガポール
  - アメリカ合衆国（2012年3月15日発効[47]）
  - EU（EU・韓国自由貿易協定）：2011年7月1日発効
  - オーストラリア（2014年12月12日発効）
  - ニュージーランド（2015年12月20日発効）
  - ベトナム（2015年12月20日発効）
  - 中華人民共和国（2015年12月20日発効）
  - 地域的な包括的経済連携協定 (RCEP)：(2022年2月1日に韓国について発効)。2022年1月1日に、批准済みの10か国（日本、中国、シンガポール、ブルネイ、カンボジア、ラオス、タイ、ベトナム、オーストラリア、ニュージーランド）の間で先行して発行した[4]。韓国は、2021年12月3日に、RCEP協定の批准書を寄託した[5][6]ため、RCEP協定は、協定第27・7条3の規定により批准の60日後の2022年2月1日に韓国について発効した。マレーシアは、2022年1月17日に、RCEP協定の批准書を寄託したため、RCEP協定は、協定第27・7条3の規定により批准の60日後の2022年3月18日にマレーシアについて発効した[7][8][9][10]。2022年11月3日、インドネシアは、RCEP協定の批准書を寄託者に指定されているASEAN事務局長に寄託した[11][12]。これによりRCEP協定は、協定第27・7条3の規定により批准の60日後の2023年1月2日にインドネシアについて発効した。2023年4月3日、フィリピンは、RCEP協定の批准書を寄託者に指定されているASEAN事務局長に寄託した[13][14]。これによりRCEP協定は、協定第27・7条3の規定により批准の60日後の2023年6月2日にフィリピンについて発効した。まだ批准していないミャンマーについては、その批准後60日経過後に発効する。

- アメリカ合衆国の自由貿易協定:
  - イスラエル（米国初のFTA[48]、1985年9月1日発効）
  - 大韓民国
  - コロンビア
  - パナマ
  - NAFTA
    - カナダ
    - メキシコ

  - オーストラリア
  - チリ
  - シンガポール
  - ペルー
  - オマーン
  - モロッコ
  - バーレーン
  - ヨルダン
  - Dominican Republic–Central America Free Trade Agreement
    - コスタリカ
    - エルサルバドル
    - グアテマラ
    - ホンジュラス
    - ニカラグア
    - ドミニカ共和国